# Рейнкен, Иоганн Адам
Иога́нн А́дам Ре́йнкен (нем. Johann Adam Reincken, известен также вариант написания Jan Adam Reinken) (крещен 10/20 декабря 1643, Девентер — 24 ноября 1722, Гамбург) — выдающийся немецкий органист, известный влиянием на молодых органистов своего времени, таких как Иоганн Себастьян Бах. Представитель Северонемецкой органной школы.
Во многих изданиях годом рождения Рейнкена указан 1623. Источник этой даты – биография Рейнкена, созданная Иоганном Маттезоном вскоре после смерти композитора в 1722 году. Как в популярной, так и в научной литературе распространены упоминания (как правило, в связи с Бахом) о «столетнем Рейнкене» ― в новелле Владимира Одоевского «Себастьян Бах», монографии о Бахе Альберта Швейцера, книге Джона Элиота Гардинера «Музыка в Небесном Граде: Портрет Иоганна Себастьяна Баха» и других произведениях. 
Однако в специализированных энциклопедических изданиях (Музыкальный словарь Гроува, энциклопедия MGG) в качестве года рождения Рейнкена принят 1643. Так, Ульф Грапентин в статье о нём в словаре Гроува сообщает, что в церковных книгах Девентера нет упоминаний о крещении кого-либо с похожим именем, относящихся к 1623 году, и что братья Рейнкена были крещены в 1639, 1640 и 1641 годах, а к 10 декабря 1643 года относится запись о крещении некоего Яна Рейнсе (Jan Reinse). Кроме этого, по мнению Грапентина, «1623 год рождения не согласуется с другими событиями в жизни Рейнкена, например, с началом занятий музыкой только в 1650 году, в 27 лет».
В 1654 году Рейнкен начал обучение с Генрихом Шейдеманом в церкви святой Екатерины в Гамбурге. Закончив трёхлетнее обучение и проведя после этого год в Девентере, Рейнкен стал помощником Шейдемана. После смерти Шейдемана в 1663 году Рейнкен занял его должность, не меняя её всю свою долгую жизнь. В 1705 году старосты храма попытались назначить Иоганна Маттезона на должность Рейнкена, но Рейнкену удалось остаться в должности. В отличие от большинства современных ему органистов, Рейнкен умер обеспеченным человеком.
Рейнкен был хорошо знаком с Дитрихом Букстехуде, как показывает картина Иоганна Форхута (1674), изображающая этих композиторов музицирующими вместе дома. Считается также, что Рейнкен оказал значительное влияние на творчество юного Иоганна Себастьяна Баха. Говорят, что после прослушивания, на котором молодой Бах импровизировал на тему лютеранского хорала An den Wasserflüssen Babylon («На реках Вавилонских»), Рейнкен заметил: «Я полагал, это искусство уже умерло, но сейчас я вижу, что оно еще живёт в Вас». Бах использовал тему «Hortus musicus» («Музыкальный сад») Рейнкена в BWV 954 и переработал две сонаты для клавесина как BWV 965 и 966.